# Donna Wilkes
Donna Wilkes, född 14 november 1958, är en amerikansk skådespelare. Hon är bland annat känd för sin roll i kultfilmen Angel, för TV-serien Father Murphy och såpoperan Våra bästa år.

## Filmografi i urval
- Jaws 2 (1978)
- Almost Summer (1978)
- Hulken (1978)
- Hello Larry (1979)
- Diff'rent Strokes (TV series) (1979)
- Schizoid (1980)
- Father Murphy (TV series) (1982)
- Blood Song (1982)
- Våra bästa år (1983–1984)
- Angel (1984)
- Grotesque (1988)
- FBI: The Untold Stories (TV series) (1991)

## Fotnoter
1. ↑  Česko-Slovenská filmová databáze, 2001, ČSFD person-ID: 204041.[källa från Wikidata]